# New Norway
New Norway är en ort i Kanada.   Den ligger i provinsen Alberta, i den centrala delen av landet, 2 800 km väster om huvudstaden Ottawa. New Norway ligger 744 meter över havet och antalet invånare är 283.
Terrängen runt New Norway är platt.Närmaste större samhälle är Camrose, 18,4 km norr om New Norway.
Trakten runt New Norway består till största delen av jordbruksmark. Runt New Norway är det ganska glesbefolkat, med 21 invånare per kvadratkilometer.